# Wieniec (Gdańsk)
Wieniec (deutsch Kronenhof) ist eine Siedlung im Danziger Stadtbezirk Wyspa Sobieszewska in der Woiwodschaft Pommern in Polen. Der Kronenhof war ein ehemaliges Danziger Gut in der Kleinen Heide.

## Geographie
Der Ort liegt etwa 15 Kilometer östlich der Stadtmitte Danzigs auf halber Strecke zwischen Sobieszewo (Bohnsack) und Świbno (Schiewenhorst). Er liegt im Norden des Żuławy Wiślane (Weichsel-Nogat-Delta) auf der Danziger Nehrung. Im Westen grenzt er an Orle (Wordel) und im Osten an Komary (Schnakenburg). Das Gut erstreckte sich nach Süden über die  Wyspa Sobieszewska (Bohnsacker Insel bzw. Neue Binnennehrung) bis zum Ufer der Martwa Wisła (Tote Weichsel). Im Südwesten liegt auf dem jenseitigen Ufer des Flusses Wiślinka (Weßlinken). Am Ufer lag zwischen Sobieszewska Pastwa (Bohnsackerweide) und Einlage die (Kronhöfer) Freiheit.

## Geschichte
Bohnsack wurde 1410 als Bonensack erwähnt. Es war seit 1454 ein Kirchdorf der Stadt Danzig. Ebenso gehörten Wordel, Schnakenburg und Schiewenhorst zu den Stadtdörfern. Im frühen 15. Jahrhundert wurde Kronenhof mit vier leeren Gärten als Krimsdorff oder Krunsdorff erwähnt. Es war ein Ort mit vier leeren Gärten. Ab 1454 gehörte er zur Stadt Danzig und war teilweise verpachtet. Im 16. Jahrhundert wurde der Ort als Kronsdorff, Krahndorff oder Krohdorff bezeichnet.
Im Jahr 1543 wurden die Felder von der Weichsel überschwemmt. In der ersten Hälfte des 17. Jahrhunderts war der Hof im Besitz des Danziger Bürgermeisters Heinrich Freder. Im Jahr 1646 wurde am Weichselufer der Bärenkrug errichtet und in der Nähe des Ufers das Gut Kronhöfer Freiheit mit 20 Häusern. Es wurde 1840 zerstört, nachdem beim Hochwasser die Deiche brachen und sich der Strom mit dem Weichseldurchbruch eine neue Mündung schuf (Wisła Śmiała). Krüge dienten meist auch als Wachhaus für den Deich.
Mit der zweiten Polnischen Teilung wurde das Gebiet der Stadt Danzig 1793 von Preußen annektiert. In den Jahren von 1807 bis 1813 gehörte Kronenhof zur Republik Danzig. Im Jahr 1819 hatte das Gut 23 Häuser und 171 Einwohner. Das Gebiet südlich des Dünenstreifens der Nehrung war Landgewinnungsmaßnahmen unterworfen. Mit der Schließung des Deichs um die ehemalige Außennehrung wurde es im 19. Jahrhundert zur Neuen Binnennehrung, im Gegensatz zur Alten Binnennehrung bei Steegen. Die Deiche zogen sich 1885 von Bohnsack bis nach Fischerbabke.
Am 1. Januar 1874 wurde die Kreisordnung für die Provinz Preußen eingeführt, diese wurde vier Jahre später wieder in die Provinzen Ost- und Westpreußen geteilt. Am 25. April 1874 wurde der Amtsbezirk Einlage gebildet. Kronenhof war ein Gutsbezirk im Landkreis Danzig (ab 1887 Kreis Danziger Niederung). Die Einwohnerzahl sank von 149 (in 1885) auf 102 (1905) und 101 (1910) ab. Zuständig war das Amtsgericht Danzig. Evangelische waren nach Bohnsack eingepfarrt, Katholiken nach Fürstenwerder. Die Pfarrkirche in Sobieszewo wurde 1947 katholisch geweiht.
Kreis und Amtsbezirk wurden gemäß den Bestimmungen des Friedensvertrags von Versailles am 10. Januar 1920 an die Freie Stadt Danzig abgetreten. Nach dem deutschen Überfall auf Polen kam das Gebiet von 1939 bis 1945 völkerrechtswidrig zum Reichsgau Danzig-Westpreußen und in der Folge des Zweiten Weltkriegs an die Republik Polen. Am Kriegsende befand sich dort ein deutsches Feldlazarett. Die deutschen Ortsbewohner wurden vertrieben. Ein beträchtlicher Teil war jedoch geflohen, da die Nehrung bis zum 9. Mai 1945 zum Kampfgebiet gehörte. Der polnische Name entstand 1947 aus dem Wort Krone bzw. Kranz. Am 1. Januar 1973 wurde das Gebiet bis zum Weichseldurchstich in die Verwaltungsgrenzen der Stadt Danzig eingegliedert.

## Gutshof
Das Gut war ab 1945 ein staatlicher Landwirtschaftsbetrieb. Im Jahr 1968 wurde dort der Saatgut- und Baumschulkomplex gegründet. Zum Saatgut von Getreide kam später das von Zierpflanzen hinzu. Im Jahr 1972 begann der Betrieb auch mit der Tierproduktion. Das Herrenhaus stammt von der Wende vom 19. zum 20. Jahrhundert. Park und Garten sind erhalten geblieben. Die Anlage dient heute Ferienzwecken.
Im Jahr 1933 wurde die Windmühle des Kronenhofs, die die Pumpstation antrieb, nach Oliva verlegt. Im Oktober 1977 kehrte, die seit 1967 unter Denkmalschutz stehende Mühle nach Wieniec zurück. Der Transport des Denkmals wurde mit einem Hubschrauber durchgeführt. Ende 1977 brannte sie unter ungeklärten Umständen ab.

## Verkehr
Wieniec liegt südlich der Woiwodschaftsstraße 501 von Danzig nach Krynica Morska (Kahlberg-Liep) und ist an den städtischen Busverkehr angebunden.